# Praga E-114

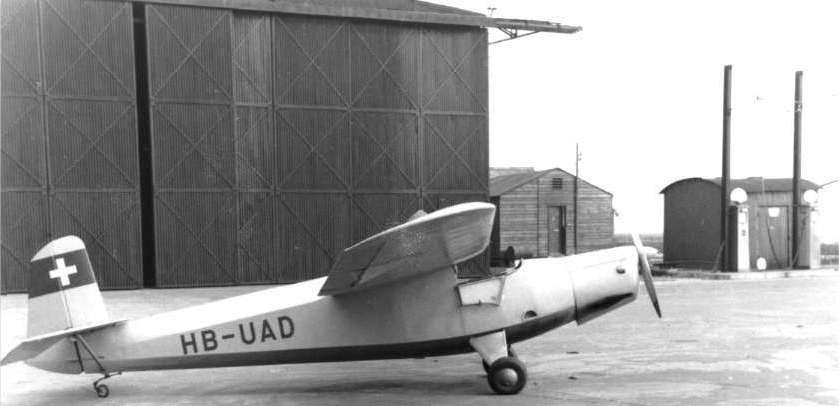
Praga E-114

De Praga E-114 Air Baby (ook wel bekend als E.114) is een Tsjechoslowaaks hoogdekker les- en sportvliegtuig gebouwd door Praga. De E-114 vloog voor het eerst in 1934. De E-114 is ontworpen door ingenieur Jaroslav Šlechta. Het vliegtuig werd in 1934 aan het publiek getoond op de Parijse luchtvaartsalon.
Twee E-114’s deden mee aan de Olympische Zomerspelen in 1936 in Berlijn. De twee E-114’s, met de piloten Fuksa en Polma achter de knuppel, werden eerste en tweede, tegenstanders achter zich latend, met sterkere motoren.
Naast in de eigen fabriek werd de E-114 ook door Letov en bij Hills & Sons als Hilson Praga gebouwd. Bij Hills & Sons werd een totaal van 28 vliegtuigen geproduceerd. Letov produceerde 26 Air Baby’s. Bij Praga zelf zijn meer dan honderd E-114’s gebouwd. De productie vond plaats voor en na de Tweede Wereldoorlog.

## Versies
- E-114: Uitgerust met een Praga B boxermotor, 30 kW (40 pk)
- E-114D: Uitgerust met een Praga D, 55 kW (75 pk)
- E-114M: Uitgerust met een Walter Mikron III, 50 kW (68 pk)

## Specificaties
- Bemanning: 2
- Lengte: 6,58 m
- Spanwijdte: 10,90 m
- Hoogte: 1,65 m
- Vleugeloppervlak: 15,20 m2
- Leeggewicht: 265 kg
- Max. startgewicht: 469 kg
- Motor: 1× Praga B boxermotor, 30 kW (40 pk)
- Maximumsnelheid: 150 km/h
- Plafond: 3 300 m
- Vliegbereik: 510 km